# Anne-François-Joachim Fréville
Pour les articles homonymes, voir Fréville.
Anne-François-Joachim Fréville est un homme de lettres français. 1749-1832.
Il fut l'auteur d'un roman célèbre de son temps, ayant pour héros son fils Émilien et le dauphin Louis XVII : Les Enfants célèbres. Au fil des publications ce roman évolua en fonction du pouvoir en place et de l'idéologie dominante.
G. Lenotre en a retracé l'histoire dans la cinquième série de ses publications Vieilles maisons, vieux papiers, 1924, chapitre Les Enfants célèbres p. 151-170.

## Publications
- Journal d'un voyage autour du monde, en 1768, 1769, 1770, 1771; contenant les divers événemens du voyage ; avec la relation des contrées nouvellement découvertes dans l'hémisphere méridional... Traduit de l'anglois, par M. de Fréville, 1772.
- Les Droits de la Grande Bretagne, établis contre les prétentions des Américains. Pour servir de réponse à la déclaration de congrès général. Ouvrage traduit de l'Anglais, sur la seconde édition, par M. Fréville, 1776.
- Principes élémentaires d'orthographe françoise, 1799.
- Agenda des enfants, 1816.
- Orthographe des participes,... par A.-F.-J. Fréville, etc. 1814.

### Rééditions
- Encyclopédie grammaticale : tirée du "Dictionnaire" de l'Académie et des meilleurs écrivains français..., 1973.
- Histoire des chiens célèbres, entre-mêlée de notices curieuses sur l'histoire naturelle, 1992.
- Lycée des Emiles, ou Plan d'éducation nationale propre à former les jeunes gens au talent de la parole, à l'étude de l'histoire, au goût des langues étrangères, & sur-tout à la pratique des mœurs, 1992
- Jeu d'alphabet, de chiffres et de symboles, pour donner aux enfans les premières notions des lettres, des chiffres et de la morale, avec une pirouette, réédité en 1992.
- Temple de la morale, ou Pensées gnomiques, tirées des poètes, pour tous les âges de la vie, et surtout pour former la jeunesse au bon sens, aux vertus civiques et à l'amour de l'humanité, réédité en 1992
- Vie des enfans célèbres, ou Les modèles du jeune âge ; suivis des plus beaux Traits de piété filiale : pour servir de lecture et d'instruction à la jeunesse, 1992
- Vie et mort républicaines du petit Emilien ; suivies de Moralités instructives, du jeu de la pirouette-géographe, de celui de l'alphabet, et de l'apologue du décadi : pour servir à l'éducation des enfants, 1992

Il est l'auteur de ce célèbre quatrain :
Qui n'ose aura toujours
Un sort triste et piteux
Car la gloire et l'amour
Se moquent des honteux.